# Ribelles (Gerona)
Ribelles es un despoblado español del municipio de Albañá, perteneciente a la provincia de Gerona, en la comunidad autónoma de Cataluña.

## Toponimia
El lugar puede aparecer referido con las grafías «Ribelles» y «Ribellas».

## Historia
Hacia mediados del siglo XIX, el lugar, por entonces perteneciente al municipio de Basagoda, tenía contabilizada una población de 88 habitantes. Aparece descrito en el decimotercer volumen del Diccionario geográfico-estadístico-histórico de España y sus posesiones de Ultramar de Pascual Madoz con las siguientes palabras:

RIBELLES: l. en la prov. y dióc. de Gerona, part. jud. de Olot, aud. terr., c. g. de Barcelona, ayunt. de Basagoda. sit. en los Pirineos, con buena ventilacion y clima frio, pero sano. Tiene varias casas y una igl. parr. (San Julian), aneja de la de Oix. El térm. confina con terr. francés por el N.; con Bacagoda al S. y rodeado de los montes Pirineos; por lo cual el terreno es escabroso y áspero. prod.: trigo, fajol, patatas, y cria ganado lanar, y caza. pobl.: 12 vec., 88 alm. cap. prod.: 738,800. imp.: 18,470.
(Madoz, 1849, p. 465)

En la actualidad, pertenece al municipio de Albañá. En 2023, la entidad singular de población no tenía empadronado ningún habitante.